# Блаугейс
Блаугейс (нід. Blauwhuis) — село в нідерландській провінції Фрисландія. Входить до муніципалітету Південно-Західна Фрисландія.
Його площа становить 1,73км², а населення станом на 2021 рік складало 605 осіб.
Перша згадка про населений пункт датується 1718 роком.

## Галерея

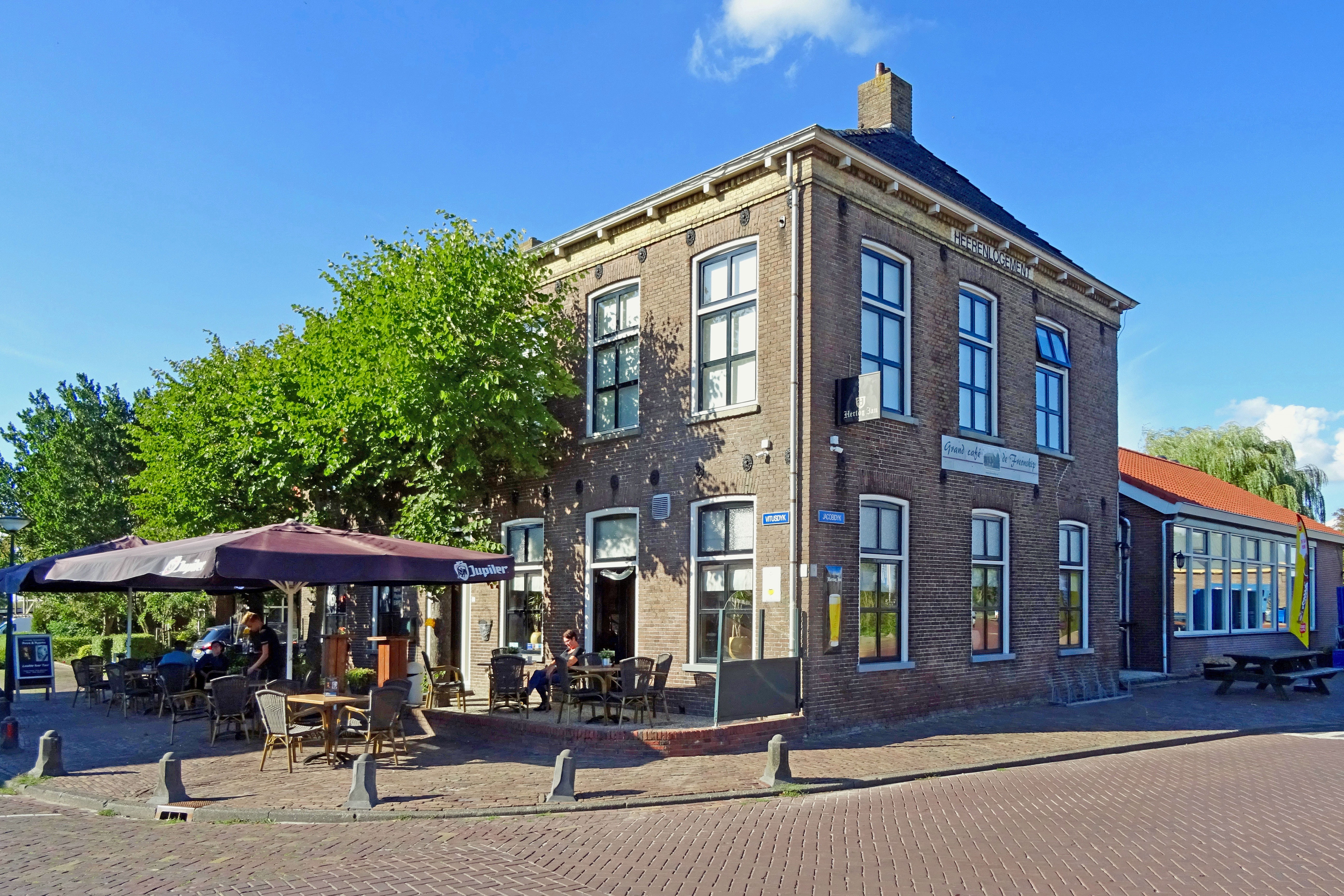
Паб у Блаугейсі
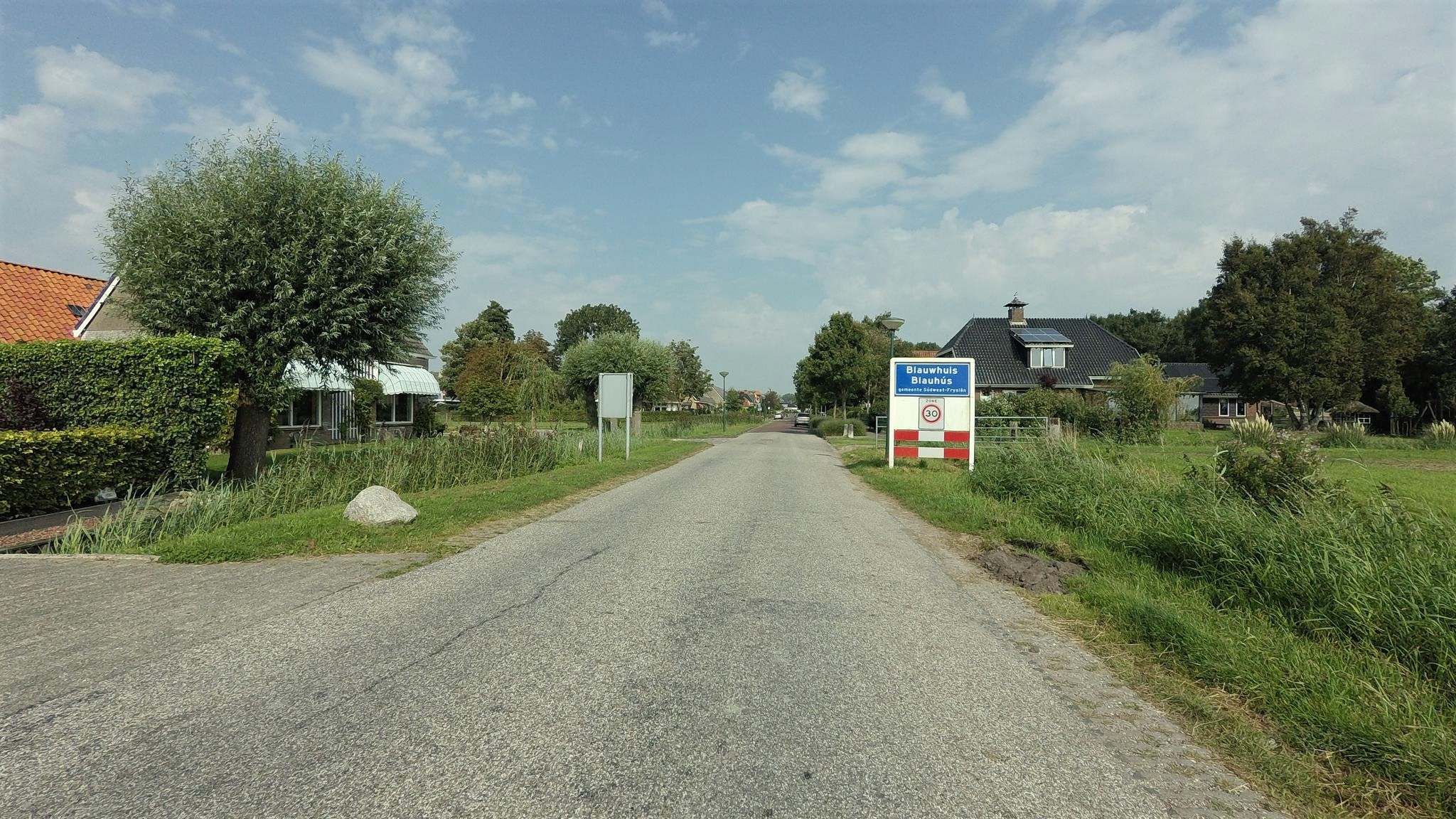
В'їзд до села
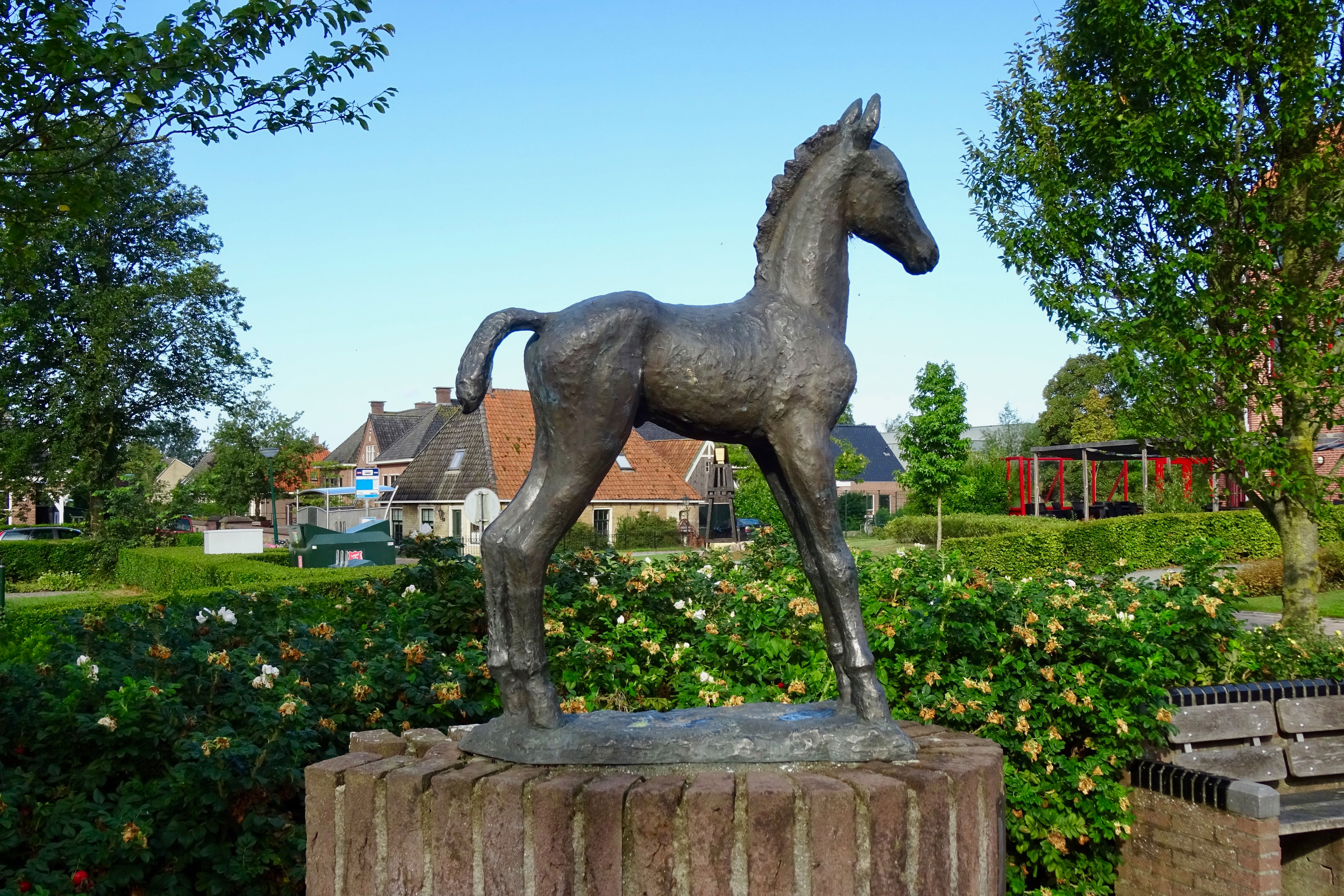
Статуя коня